# Труфакінці
Труфа́кінці (рос. Труфакинцы) — присілок у складі Нагорського району Кіровської області, Росія. Входить до складу Чеглаківського сільського поселення.
Населення становить 24 особи (2010, 39 у 2002).
Національний склад станом на 2002 рік — росіяни 95 %.